# Proces kanoniczny
Proces kanoniczny – postępowanie procesowe przed sądem kościelnym, prowadzone w oparciu o przepisy prawa kanonicznego w sprawach: o separację, o stwierdzenie nieważności małżeństwa, o stwierdzenie nieważności święceń kapłańskich, o karne usunięcie za stanu kapłańskiego, o stwierdzenie domniemanej śmierci współmałżonka.

## Proces kanoniczny o stwierdzenie nieważności małżeństwa
Kościół rzymskokatolicki nie uznaje instytucji rozwodów, ponieważ sakrament małżeństwa zostaje zawarty na całe życie (totus vitae consortium). Proces kościelny ma na celu doprowadzenie do orzeczenia nieważności małżeństwa kanonicznego w oparciu fakty i zeznania świadków, które wykazują nieistnienie małżeństwa. Proces kościelny nie jest procesem przeciw komuś, tylko procesem w sprawie, którego strony mają na celu ustalenie nieważności małżeństwa kanonicznego, poprzez dojście do ujawnienia przeszkód kanonicznych, decydujących o nieważności małżeństwa. Sąd diecezjalny rozpatruje sprawę kolegialnie, w składzie trzech sędziów diecezjalnych, z udziałem obrońcy węzła małżeńskiego, który przedkłada dowody przemawiające za ważnością małżeństwa. 
Sędzia powinien skorzystać z pomocy biegłego sądowego (peritus) w sprawach "dotyczących impotencji lub wady zgody małżeńskiej spowodowanej chorobą umysłową lub niezdolnością" (1095 KPK). Biegły sądowy powinien znać zagadnienia z medycyny, psychologii, seksuologii, antropologii chrześcijańskiej i nauczanie kościoła na temat małżeństwa i jego przymiotów. Biegły sądowy występuje jako ekspert (de arte et de scentia), a sędzia może jego opinię przyjąć lub odrzucić.

## Proces kanoniczny karny
Proces kanoniczny karny jest poprzedzony dochodzeniem wstępnym, prowadzonym przez ordynariusza, w sprawach przestępstw zagrożonych karą utraty przynależności do stanu duchownego. Dochodzenie ma na celu wykrycie przestępstwa z okolicznościami jego popełnienia i zbadanie poczytalności podejrzanego. 
Najcięższymi przestępstwami grożącymi wydaleniem ze stanu duchownego są: apostazja, herezja, schizma, profanacja postaci eucharystycznych, konsekrowanie postaci w celu świętokradczym, zastosowanie przymusu wobec biskupa rzymskiego, zabójstwo i porwanie człowieka lub okaleczenie go, solicytacja, upowszechnianie treści przekazanych przez penitenta i spowiednika, usiłowanie zawarcia małżeństwa przez duchownego, usiłowanie udzielenia święceń kapłańskich kobiecie, ciężkie naruszenie szóstego przykazania (życie w konkubinacie, współżycie z osobą poniżej 18 roku życia, nabywanie pornografii z udziałem nieletnich poniżej 14 roku życia), czyny karalne z osobą poniżej 18 roku życia.
Motywem wszczęcia postępowania przygotowawczego jest informacja prawdopodobna o przestępstwie. Dochodzenie prowadzi ordynariusz lub wyznaczony przez niego sędzi śledczy (investigator), który korzysta z pomocy notariusza. 

## Proces kanoniczny o stwierdzenie nieważności święceń
Święcenia „raz ważnie przyjęte nigdy nie tracą ważności”. Nieważne święcenia skutkują także nieważnością sprawowanych sakramentów. Przyczyny nieważności święceń dotyczą: podmiotu przyjmującego, szafarza i formy. 
Do przyjęcia ważnych święceń muszą być spełnione zasady: 
- Efektywną zdolność podmiotu przyjmującego (a persona habili sit positus) -  zdolność rozumienia, by przyjąć święcenia w sposób świadomy, wolny i chciany, kościelna zdolność prawna czyli podporządkowanie się obowiązkom i prawom w kościele, zdolność działania, zdolność specyficzna.
- Akt zawierający elementy konstytutywne - nałożenie rąk i modlitwa konsekracyjna, przez szafarza, którym jest tylko biskup konsekrowany.
- Spełnione wymaganych formalności i warunków - wykształcenie teologiczne i przyrzeczenie posłuszeństwa biskupowi diecezjalnemu.

Na nieważność święceń mogą wpływać przyjęcie ich nieświadomie lub fikcyjnie bez intencji, pod wpływem przymusu bez użycia rozumu, z wielkiej bojaźni bez wolnej woli. Skargę powodową (libellus) wnosi się do urzędu przy Trybunale Roty Rzymskiej. Proces przebiega dwuetapowo, najpierw przed ordynariuszem, a następnie w Dykasterii. Ordynariusz po otrzymaniu zezwolenia z Dykasterii, przeprowadza przygotowanie sprawy, poprzez ustanowienie: instruktora, obrońcę święceń (spośród pracowników sądu lub kurii diecezjalnej). Przygotowanie procesu powinien prowadzić osobiście ordynariusz, a tylko w wyjątkowych sytuacjach może kogoś delegować. Instruktor prowadzi posiedzenie przygotowawcze, na którym prowadzi przesłuchanie petenta i świadków oraz zapoznaje się z dokumentami. Instruktor może nakazać przebadanie petenta przez biegłego w medycynie, psychiatrii lub psychologii. 
Następnie akta sprawy są przesyłane do Dykasterii. Trybunał Roty Rzymskiej ustanawia kolegium składające się z trzech komisarzy (w tym jeden jako przewodniczący i ponens sprawy), ustanawia się też obrońcę święceń i sekretarzy pełniących zadania notariusza. Od ostatecznej decyzji przysługuje tylko rekurs do Stolicy Apostolskiej. 
Gdy jednak Urząd Roty Rzymskiej uzna, że sprawa powinna być prowadzona według procedury sądowej, wyznacza on trybunał diecezji. Wydaje się dwa wyroki zgodnie stwierdzające nieważność święceń.

## Proces kanoniczny o separację
Separacja (separatio, divortium semiplenum), jest to rozdzielenie małżonków, przy nadal trwającym węźle małżeńskim. Winna strona zostaje pozbawiona wspólnego łoża i zamieszkania (separatio a toro, mensa et cohabitatione). Separacja została uregulowana 25 stycznia 1983 roku w Kodeksie Prawa Kanonicznego i 18 października 1990 roku w Kodeksie Kanonów Kościołów Wschodnich. Wyróżnia się dwie separacji: czasową (ad certum tempus) i nieokreśloną (ad incertum tempus). 
Przyczynami separacji są: 
- nie dochowanie wierności małżeńskiej przez jednego z małżonków,
- poważne niebezpieczeństwo dla duszy i ciała ze strony współmałżonka,
- poważne niebezpieczeństwo od jednego z małżonków wobec potomstwa,
- zbyt trudne życie wspólne z winy małżonka i cudzołóstwo.

Podczas separacji dzieci powinny być wychowywane przez małżonka niewinnego. Za pozwoleniem biskupa diecezjalnego, sprawę o separację małżonków związanych ślubem kościelnym, może rozpatrywać sąd świecki. Procedura rozdziału małżonków najpierw jest poprzedzona prowadzeniem ugody, mającej skłonić małżonków do pojednania. Gdy do ugody nie dochodzi, przeprowadza się ustny proces sporny, przed trybunałem, w skład którego wchodzą: sędzia jednoosobowy, dwóch asesorów (duchownych lub świeckich) i rzecznik sprawiedliwości (jego obecność jest obowiązkowa). Gdy zostanie złożona apelacja, sprawę rozpatruje trybunał drugiego stopnia. Separacja ustaje gdy: zmarł jeden z małżonków, gdy małżonek niewinny wybaczy i przyjmie go z powrotem, gdy przestanie istnieć jej przyczyna lub zakończy się okres separacji czasowej. 
Małżonkowie w separacji gdy żyją samotnie i są świadomi istnienia węzła małżeńskiego mogą być dopuszczeni do komunii świętej i sakramentów. 
Rozwiedzeni, którzy żyją samotnie i nie zawarli nowego związku, a byli niewinni rozwodu, też mogą być dopuszczeni do komunii świętej i sakramentów.

## Proces kanoniczny o stwierdzenie domniemanej śmierci współmałżonka
Zdarzają się takie sytuacje, że jeden z małżonków zaginął, dlatego konieczne jest stwierdzenie śmierci współmałżonka. Małżeństwo zawarte i dopełnione nie może być rozwiązane żadną ludzką władzą i z żadnej przyczyny oprócz śmierci (1141 KPK). Śmierć pewna może być udowodniona aktem zgonu. Śmierć może też być domniemana na podstawie bezspornych ustaleń, że jest ona pewna lub prawdopodobna, pomimo braku aktu zgonu. Wieloletnie zaginięcie, gdy prowadzone poszukiwania i śledztwa nie dały żadnego rezultatu, daje podstawę do uznania takiej osoby za zmarłą. Sprawy te reguluje Kodeks Prawa Kanonicznego z 1983 roku (KPK 1707 § 1-3) i Kodeks Kanonów Kościołów wschodnich z 1990 roku (KKKW 1383 § 1-4). 
Według Instrukcji Świętego Oficjum z 13 maja 1868 roku, odbywały się postępowania wykazujące śmierć współmałżonka. KPK z 1917 roku nie uwzględniał takiej możliwości, dopiero KPK z 1983 roku ponownie zawiera stosowne kanony. 
Postępowanie które zmierza do stwierdzenia stanu wolnego osoby wcześniej zaślubionej, jest uwarunkowane trzema zasadami (dwie generalne i norma szczegółowa):
- Pierwsza zasada generalna – gdy pierwsze małżeństwo zostało rozwiązane „nie wolno zawierać ponownego małżeństwa, dopóki nie stwierdzi się, zgodnie z prawem i w sposób pewny, nieważności lub rozwiązania pierwszego”.
- Druga zasada generalna – „Ilekroć śmierć współmałżonka nie może być potwierdzona autentycznym dokumentem kościelnym lub świeckim, drugi małżonek nie jest wolny od węzła małżeńskiego”.
- Norma szczegółowa – pozostały współmałżonek jest wolny od węzła małżeńskiego gdy „biskup diecezjalny wydał deklarację o domniemanej śmierci”.

Prośbę o deklarację może wnieść tylko pozostały przy życiu współmałżonek. Proboszcz zbiera materiały dowodowe, czyli możliwe do uzyskania dokumenty oraz przesłuchuje osobę owdowiałą i świadków. Następnie przygotowaną dokumentację odsyła do biskupa diecezjalnego. W szczególnym przypadku biskup diecezjalny może sprawę zlecić do rozpoznania wikariuszowi sądowemu lub innemu odpowiedniemu kapłanowi. W przypadkach niepewnych i skomplikowanych biskup powinien zasięgnąć rady Stolicy Apostolskiej. Postępowanie kończy się wydaniem deklaracji lub odmową jej wydania. W przypadku odmowy, zainteresowanemu przysługuje prawo zwrócenia się pisemnie do biskupa o zmianę decyzji, a gdy  nie otrzyma pozytywnej odpowiedzi, może za pośrednictwem biskupa wnieść rekurs do Kongregacji Kultu Bożego i Sakramentów.
W przypadku wydania deklaracji wolny współmałżonek może zawrzeć nowe małżeństwo. Gdyby uznany za zmarłego małżonek odnalazł się żywy, deklaracja straciła by moc. Nowe małżeństwo musiało by się rozstać jako nieważne, a małżonek byłby zobowiązany przyjąć współmałżonka odnalezionego. Dzieci zrodzone z nowego związku, były by uważane za ślubne, jako zrodzone z małżeństwa domniemanego. Deklaracja.

## Proces kanoniczny o udzielenie dyspensy od małżeństwa zawartego lecz niedopełnionego
Związek małżeński jest przymierzem zawartym pomiędzy mężczyzną, a kobietą, podniesionym przez Chrystusa o godności sakramentu. Biologiczne dopełnienie  małżeństwa następuje w akcie seksualnym. Jeśli z jakiejś przyczyny nie doszło do  aktu małżeńskiego, wówczas małżeństwo uznaje się jako niedopełnione, czyli może zostać rozwiązane.
Proces odbywa się w trybie administracyjnym o udzielenie dyspensy super rato. Ubiegający się o udzielenie dyspensy, jest nazywany petentem (oratorem), a sędzia instruktorem. Sędzia nie wydaje wyroku, a tylko przeprowadza postępowanie dowodowe i wydaje swoją opinię. Do takiego postępowania mają zastosowanie przepisy Kodeksu Prawa Kanonicznego (kan. 1697-1706) i Kodeksu Kanonów Kościołów Wschodnich (kan. 1384).
Orator składa petycję do biskupa diecezjalnego, który powinien zbadać jej zasadność. Biskup diecezjalny jeśli uważa, że petycja jest pozbawiona podstaw prawnych i faktycznych, nie dopuszcza jej do instrukcji. Petentowi przysługuję prawo rekursu do Roty Rzymskiej, która po zbadaniu motywów decyduje o przyjęciu lub oddaleniu petycji. W trudniejszych przypadkach biskup powinien zasięgnąć rady Stolicy Apostolskiej. 
Dowody przemawiające za niedopełnieniem małżeństwa:
- Argument fizyczny - potwierdzone badaniem ginekologicznym nienaruszenie fizycznych znamion dziewictwa kobiety, lub potwierdzona badaniem andrologicznym niezdolność mężczyzny  do odbycia aktu małżeńskiego.
- Argument moralny - prawdomówność stron polegająca na przyznaniu się do niedopełnienia związku, a także zeznania wiarygodnych świadków.
- Argument czasowy (per coarctata tempora) - brak możliwości dopełnienia małżeństwa z powodu wyjazdu jednego z współmałżonków po ceremonii ślubnej.

W procesie powinien uczestniczyć obrońca węzła małżeńskiego. Po zakończeniu postępowania instruktor przekazuje akta z załączoną relacją biskupowi, który przygotowuje wniosek pro veri veritate dotyczący faktu niedopełnienia i słuszności ewentualnego udzielenia dyspensy.  Biskup może dostosować swoje votum do  opinii wyrażonej przez instruktora. 
Po zakończeniu diecezjalnego etapu postępowania, akta sprawy z uwagami obrońcy węzła i votum biskupa, są odsyłane do Roty Rzymskiej. Po otrzymaniu akt Urząd Rotarialny mianuje obrońcę węzła, który zgłasza swoje uwagi, a następnie sprawa może być oddalona a limine, z powodu braku podstaw albo powierzona komisji składającej się z trzech lub pięciu komisarzy, którzy wyrażają swoje opinie. 
Decyzja kolegium może być: 
- pozytywna - przedstawienie sprawy Papieżowi, o udzielenie dyspensy.
- zawieszająca - zwrócenie się do biskupa diecezjalnego o uzyskanie nowych dowodów sprawy.
- negatywna (non experide) - udowodniono niedopełnienie małżeństwa, ale brak elementów przemawiających za udzieleniem dyspensy, ponieważ uprawiano praktyki dewiacyjne i uporczywie stosowano środki antykoncepcyjne.

Reskrypt zawierający dyspensę zostaje przesłany biskupowi, który powiadamia proboszcza w celu dokonania  właściwych adnotacji w księdze małżeństw.